# Snowboarding na Zimowych Igrzyskach Olimpijskich 2018 – snowboard cross kobiet
Snowboard cross kobiet – jedna z konkurencji rozgrywanych w ramach snowboardingu na Zimowych Igrzyskach Olimpijskich w Pjongczangu. Zawodniczki rywalizowały w dniu 16 lutego w Bogwang Phoenix Park.
Mistrzynią olimpijską została Włoszka Michela Moioli. Drugie miejsce zajęła Francuzka Julia Pereira de Sousa-Mabileau. Na trzecim stopniu podium uplasowała się Czeszka Eva Samková.

## Terminarz
| Data      | Konkurencja    | Godzina rozpoczęcia | Godzina rozpoczęcia |
| Data      | Konkurencja    | Czas CET            | Czas lokalny        |
| --------- | -------------- | ------------------- | ------------------- |
| 15 lutego | Kwalifikacje 1 | 10:00               | 2:00                |
| 15 lutego | Kwalifikacje 2 | 10:55               | 2:55                |
| 15 lutego | 1/4 finału     | 12:15               | 4:15                |
| 15 lutego | 1/2 finału     | 12:36               | 4:36                |
| 15 lutego | Finały         | 12:56               | 4:56                |

## Wyniki

### Kwalifikacje
| Pozycja | Nr | Zawodniczka                     | Reprezentacja     | Zjazd      | Zjazd      | Najlepszy |
| Pozycja | Nr | Zawodniczka                     | Reprezentacja     | Przejazd 1 | Przejazd 2 | Najlepszy |
| ------- | -- | ------------------------------- | ----------------- | ---------- | ---------- | --------- |
| 1.      | 16 | Eva Samková                     | Czechy            | 1:16,84    | -          | 1:16,84   |
| 2.      | 2  | Michela Moioli                  | Włochy            | 1:16,97    | -          | 1:16,97   |
| 3.      | 6  | Faye Gulini                     | Stany Zjednoczone | 1:17,74    | -          | 1:17,74   |
| 4.      | 13 | Lindsey Jacobellis              | Stany Zjednoczone | 1:18,05    | -          | 1:18,05   |
| 5.      | 8  | Charlotte Bankes                | Francja           | 1:18,18    | -          | 1:18,18   |
| 6.      | 4  | Chloé Trespeuch                 | Francja           | 1:18,51    | -          | 1:18,51   |
| 7.      | 18 | Simona Meiler                   | Szwajcaria        | 1:18,95    | -          | 1:18,95   |
| 8.      | 7  | Nelly Moenne-Loccoz             | Francja           | 1:20,23    | -          | 1:20,23   |
| 9.      | 5  | Aleksandra Żekowa               | Bułgaria          | 1:20,23    | -          | 1:20,23   |
| 10.     | 10 | Belle Brockhoff                 | Australia         | 1:20,34    | -          | 1:20,34   |
| 11.     | 24 | Meghan Tierney                  | Stany Zjednoczone | 1:20,52    | -          | 1:20,52   |
| 12.     | 17 | Marija Wasilcowa                | Sportowcy z Rosji | 1:20,57    | -          | 1:20,57   |
| 13.     | 1  | Zoe Bergermann                  | Kanada            | 1:21,57    | 1:18,65    | 1:18,65   |
| 14.     | 19 | Kristina Paul                   | Sportowcy z Rosji | 1:21,93    | 1:19,93    | 1:19,93   |
| 15.     | 12 | Julia Pereira de Sousa-Mabileau | Francja           | 1:21,72    | 1:20,17    | 1:20,17   |
| 16.     | 21 | Alexandra Hasler                | Szwajcaria        | 1:20,87    | 1:20,49    | 1:20,49   |
| 17.     | 20 | Zoe Gillings                    | Wielka Brytania   | 1:20,99    | 1:20,84    | 1:20,84   |
| 18.     | 11 | Carle Brenneman                 | Kanada            | 1:21,57    | 1:20,89    | 1:20,89   |
| 19.     | 9  | Raffaella Brutto                | Włochy            | DNF        | 1:21,14    | 1:21,14   |
| 20.     | 14 | Tess Critchlow                  | Kanada            | 1:21,39    | 1:21,83    | 1:21,39   |
| 21.     | 15 | Lara Casanova                   | Szwajcaria        | 1:22,26    | DNS        | 1:22,26   |
| 22.     | 22 | Jana Fischer                    | Niemcy            | 1:22,92    | DNF        | 1:22,92   |
| 23.     | 25 | Zuzanna Smykała                 | Polska            | 1:23,41    | 1:23,44    | 1:23,41   |
| 24.     | 26 | Vendula Hopjáková               | Czechy            | DNF        | DNF        | DNF       |
|         | 3  | Meryeta O’Dine                  | Kanada            | DNS        | DNS        | DNS       |
|         | 23 | Isabel Clark Ribeiro            | Brazylia          | DNS        | DNS        | DNS       |

### Ćwierćfinał
| Pozycja | Nr | Zawodniczka         | Reprezentacja   | Uwagi |
| ------- | -- | ------------------- | --------------- | ----- |
| 1.      | 9  | Aleksandra Żekowa   | Bułgaria        | Q     |
| 2.      | 1  | Eva Samková         | Czechy          | Q     |
| 3.      | 8  | Nelly Moenne-Loccoz | Francja         | Q     |
| 4.      | 17 | Zoe Gillings        | Wielka Brytania |       |
| 5.      | 16 | Alexandra Hasler    | Szwajcaria      |       |
|         | 24 | Vendula Hopjáková   | Czechy          | DNS   |

| Pozycja | Nr | Zawodniczka      | Reprezentacja     | Uwagi |
| ------- | -- | ---------------- | ----------------- | ----- |
| 1.      | 6  | Chloé Trespeuch  | Francja           | Q     |
| 2.      | 14 | Kristina Paul    | Sportowcy z Rosji | Q     |
| 3.      | 19 | Raffaella Brutto | Włochy            | Q     |
| 4.      | 22 | Jana Fischer     | Niemcy            |       |
| 5.      | 11 | Meghan Tierney   | Stany Zjednoczone |       |
| 6.      | 3  | Faye Gulini      | Stany Zjednoczone |       |

| Pozycja | Nr | Zawodniczka        | Reprezentacja     | Uwagi |
| ------- | -- | ------------------ | ----------------- | ----- |
| 1.      | 4  | Lindsey Jacobellis | Stany Zjednoczone | Q     |
| 2.      | 20 | Tess Critchlow     | Kanada            | Q     |
| 3.      | 5  | Charlotte Bankes   | Francja           | Q     |
| 4.      | 21 | Lara Casanova      | Szwajcaria        |       |
|         | 12 | Marija Wasilcowa   | Sportowcy z Rosji | DNF   |
|         | 13 | Zoe Bergermann     | Kanada            | DNF   |

| Pozycja | Nr | Zawodniczka                     | Reprezentacja | Uwagi |
| ------- | -- | ------------------------------- | ------------- | ----- |
| 1.      | 2  | Michela Moioli                  | Włochy        | Q     |
| 2.      | 15 | Julia Pereira de Sousa-Mabileau | Francja       | Q     |
| 3.      | 10 | Belle Brockhoff                 | Australia     | Q     |
| 4.      | 18 | Carle Brenneman                 | Kanada        |       |
| 5.      | 23 | Zuzanna Smykała                 | Polska        |       |
| 6.      | 7  | Simona Meiler                   | Szwajcaria    |       |

### Półfinał
| Pozycja | Nr | Zawodniczka         | Reprezentacja     | Uwagi |
| ------- | -- | ------------------- | ----------------- | ----- |
| 1.      | 1  | Eva Samková         | Czechy            | Q     |
| 2.      | 4  | Lindsey Jacobellis  | Stany Zjednoczone | Q     |
| 3.      | 9  | Aleksandra Żekowa   | Bułgaria          | Q     |
| 4.      | 20 | Tess Critchlow      | Kanada            |       |
| 5.      | 8  | Nelly Moenne-Loccoz | Francja           |       |
|         | 5  | Charlotte Bankes    | Francja           | DNF   |

| Pozycja | Nr | Zawodniczka                     | Reprezentacja     | Uwagi |
| ------- | -- | ------------------------------- | ----------------- | ----- |
| 1.      | 2  | Michela Moioli                  | Włochy            | Q     |
| 2.      | 6  | Chloé Trespeuch                 | Francja           | Q     |
| 3.      | 15 | Julia Pereira de Sousa-Mabileau | Francja           | Q     |
|         | 14 | Kristina Paul                   | Sportowcy z Rosji | DNF   |
|         | 10 | Belle Brockhoff                 | Australia         | DNF   |
|         | 19 | Raffaella Brutto                | Włochy            | DNF   |

### Finał
Mały Finał
| Pozycja | Nr | Zawodniczka         | Reprezentacja     |
| ------- | -- | ------------------- | ----------------- |
| 7.      | 5  | Charlotte Bankes    | Francja           |
| 8.      | 19 | Raffaella Brutto    | Włochy            |
| 9.      | 20 | Tess Critchlow      | Kanada            |
| 10.     | 8  | Nelly Moenne-Loccoz | Francja           |
| 11.     | 10 | Belle Brockhoff     | Australia         |
| 12.     | 14 | Kristina Paul       | Sportowcy z Rosji |

Finał
| Pozycja | Nr | Zawodniczka                     | Reprezentacja     |
| ------- | -- | ------------------------------- | ----------------- |
| złoto   | 2  | Michela Moioli                  | Włochy            |
| srebro  | 15 | Julia Pereira de Sousa-Mabileau | Francja           |
| brąz    | 1  | Eva Samková                     | Czechy            |
| 4.      | 4  | Lindsey Jacobellis              | Stany Zjednoczone |
| 5.      | 6  | Chloé Trespeuch                 | Francja           |
| 6.      | 9  | Aleksandra Żekowa               | Bułgaria          |